# Isabel de Sajonia
Isabel de Sajonia (en alemán, Elisabeth von Sachsen; Dresde, 4 de febrero de 1830-Stresa, 14 de agosto de 1912) fue una princesa de Sajonia que se casó con Fernando de Saboya, el segundo hijo del rey de Cerdeña. Ella era la madre de Margarita Teresa de Saboya, reina de Italia.

## Biografía

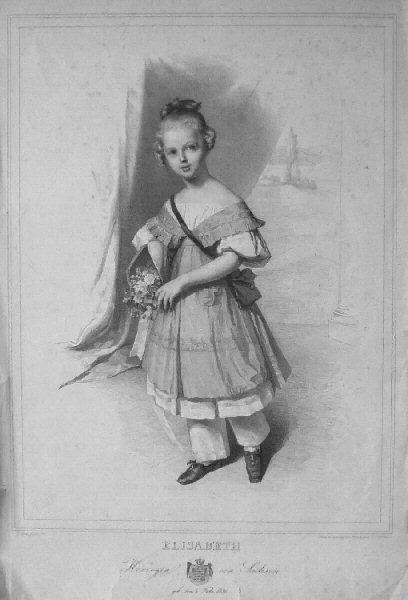
Isabel cómo una niña (litografía de Sprinck, 1837).

Nació en Dresde, capital de Sajonia, como la hija del rey Juan I de Sajonia y de su esposa, la princesa Amalia Augusta de Baviera. Sus abuelos paternos fueron el príncipe Maximiliano de Sajonia y la princesa Carolina de Borbón-Parma. Sus abuelos maternos eran el rey Maximiliano I de Baviera y la princesa Carolina de Baden.

## Matrimonio y descendencia

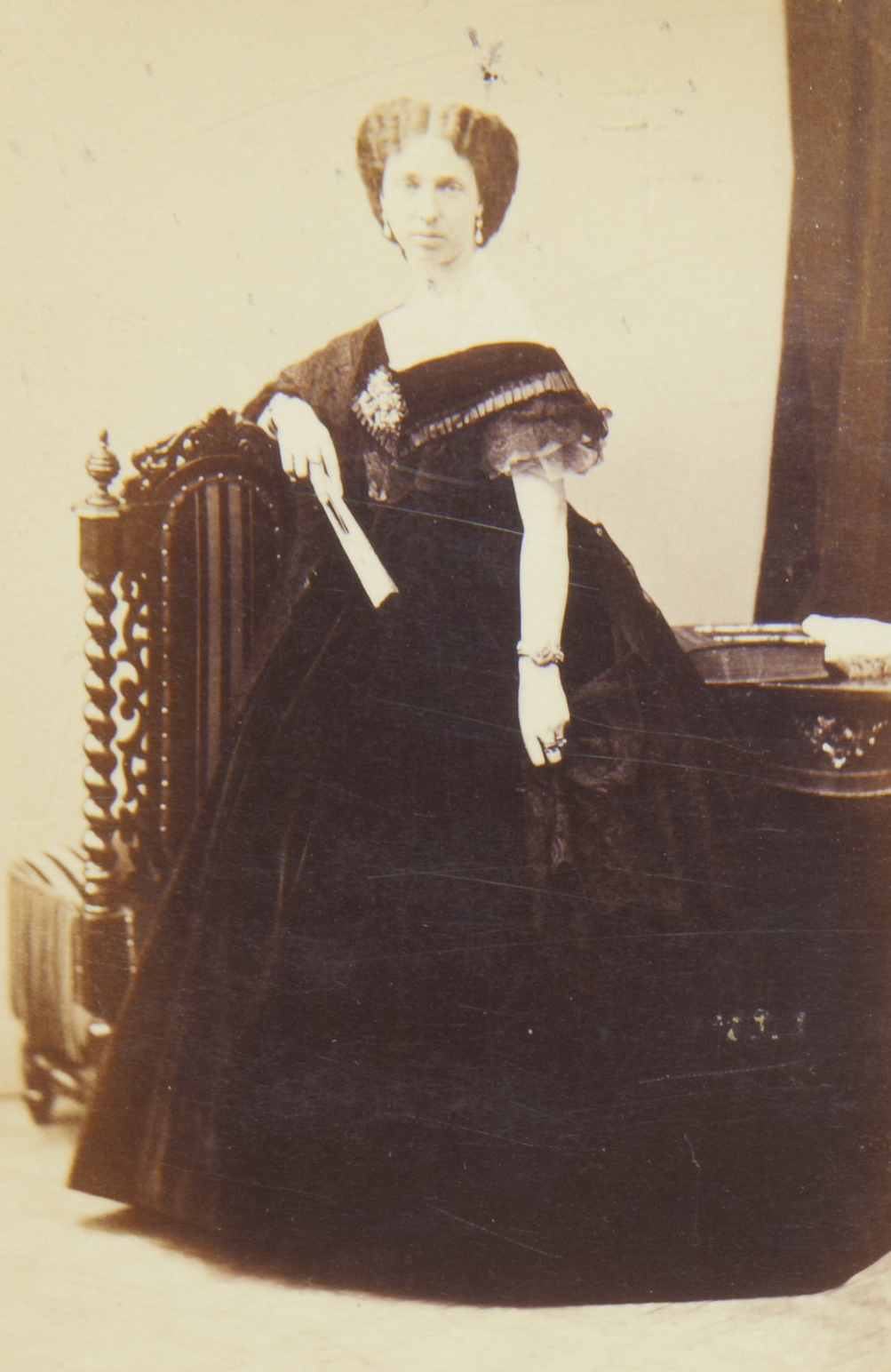
Isabel en la adultez.

El 22 de abril de 1850 se casó, en la Catedral de la Santísima Trinidad de Dresde, con el príncipe Fernando de Saboya, I duque de Génova, el segundo hijo del rey Carlos Alberto de Cerdeña y de la archiduquesa María Teresa de Austria-Toscana. Su matrimonio era un arreglo dinástico, y fue considerado en general sin amor. La pareja tuvo dos hijos:
1. Margarita Teresa (1851-1926), reina de Italia por su matrimonio con Humberto I.
2. Tomás (1854-1931), II duque de Génova.

El 10 de febrero de 1855, su marido murió en Turín, dejando a Isabel viuda a los 25 años.
Antes que su primer año de viudez hubiese terminado, ella se volvió a casar el 4 de octubre de 1856 con su chambelán, Nicolás José Rapallo, marqués de Rapallo. Se casaron en secreto, antes de que su período de luto oficial hubiese terminado. Cuando se descubre la unión, el escándalo es contundente lo que enfureció tanto su cuñado, el rey Víctor Manuel II de Italia, que le ordenó al exilio virtual y le prohibió ver a sus dos hijos. La princesa es expulsada de la corte de Turín, pero por consejo del conde de Cavour, el rey acepta titular a Nicolás como marqués, con la condición de que los cónyuges tengan una habitación separada, que Isabel sea considerada subordinada de su marido y que este último acceda en el Palacio Real solo a través de las entradas de servicio. Finalmente ella pudo volver a reunirse con sus hijos.
En 1882, su segundo marido se suicidó. Los rumores de la corte habían insinuado a menudo que su matrimonio era infeliz, y el suicidio añadió más leña a estas historias. Isabel no tuvo hijos de su segundo matrimonio.

## Muerte
Isabel sufrió un ataque de apoplejía en 1910, lo que provocó que su salud se deteriora rápidamente. Murió el 14 de agosto de 1912 a los 82 años, en Stresa, en el Lago Mayor.
Ella fue la única hija de sus padres en alcanzar una edad avanzada, aparte de que fue la última de sus hermanos en morir.

## Títulos y órdenes

### Títulos
| ● 4 de febrero de 1830-22 de abril de 1850:     | Su alteza real la princesa Isabel de Sajonia |
| ● 22 de abril de 1850-10 de febrero de 1855:    | Su alteza real la duquesa de Génova          |
| ● 10 de febrero de 1855-4 de octubre de 1856:   | Su alteza real la duquesa viuda de Génova    |
| ● 4 de octubre de 1856-27 de noviembre de 1882: | Su alteza real la marquesa Rapallo           |
| ● 27 de noviembre de 1882-14 de agosto de 1912: | Su alteza real la marquesa viuda de Rapallo  |

### Órdenes
- 26 de abril de 1871: Dama de la Orden de las Damas Nobles de la Reina María Luisa.[3] ( Reino de España)